# Sultanat de Deli
Ne doit pas être confondu avec Sultanat de Delhi.
1632–1946

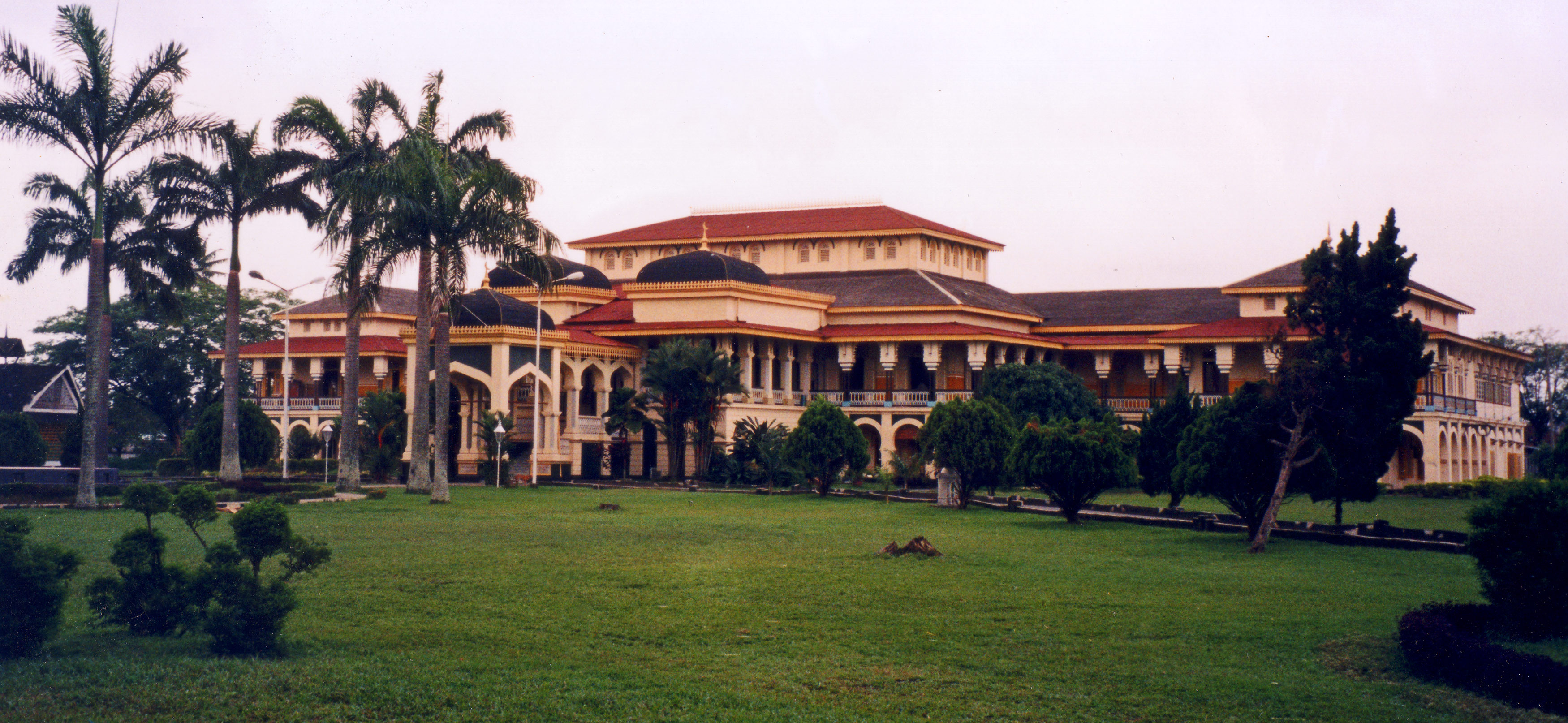
Le palais Maimun à Medan

Le sultanat de Deli était un État princier d'Indonésie situé sur la côte nord-est de l'île de Sumatra. Sa capitale était Medan. Son territoire couvrait une superficie de 1 820 km². Aujourd'hui, il constitue le kabupaten de Deli Serdang de la province de Sumatra du Nord, après le détachement de ce dernier du territoire de l'ancien sultanat de Serdang pour former le nouveau kabupaten de Serdang Bedagai.

L'actuel kabupaten de Deli Serdang dans la province de Sumatra du Nord

## Histoire
Le sultanat a été fondé en 1632. 

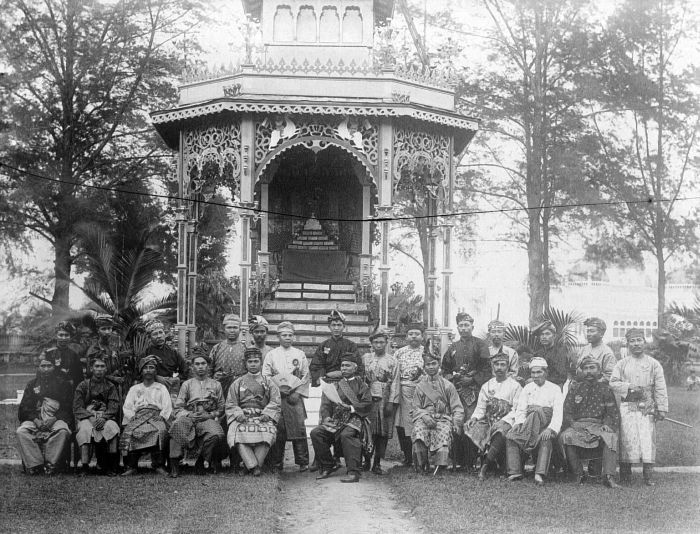
Le sultan Ma'moen Al Rasjid et sa cour (1909)

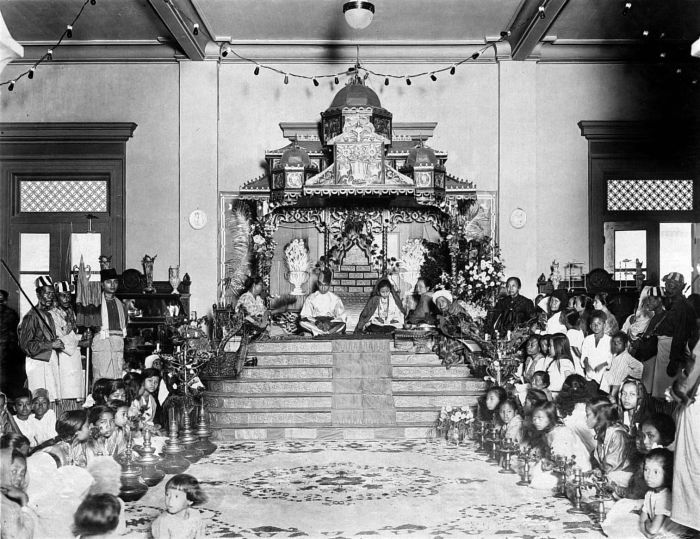
Cérémonie d'intronisation du sultan Amaluddin Al Sani Perkasa Alamsjah en 1925

Il a disparu dans la tourmente qui a suivi la proclamation de l'indépendance de l'Indonésie en 1945. La famille royale, accusée de collaboration avec les Hollandais, fut massacrée.

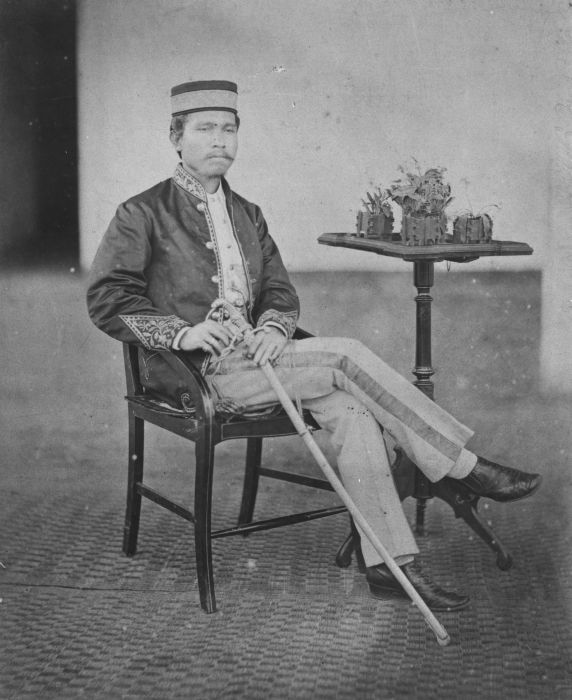
Le Tuanku Jaksa, chef de la magistrature du sultan de Deli (vers 1900)

## Les sultans de Deli
- Tuanku Panglima Gotjah Pahlawan 1632-1669
- Tuanku Panglima Parunggit 1669-1698
- Tuanku Panglima Padrap 1698-1728
- Tuanku Panglima Pasutan 1728-1761
- Tuanku Panglima Gandar Wahid 1761-1805
- Sultan Amaluddin Mangendar 1805-1850
- Sultan Osman Perkasa Alam Sjah 1850-1858
- Sultan Mahmud Al Rasjid 1858-1873
- Sultan Ma'moen Al Rasjid 1873-1924
- Sultan Amaluddin Al Sani Perkasa Alamsjah 1924-1945
- Sultan Osman Al Sani Perkasa Alamsjah 1945-1967
- Sultan Azmy Perkasa Alam Alhaj 1967-1998
- Sultan Otteman Mahmud Perkasa Alam 5 mai 1998–21 juillet 2005
- Sultan Mahmud Lamanjiji Perkasa Alam 22 juillet 2005–...